# Sigrid Meuschel

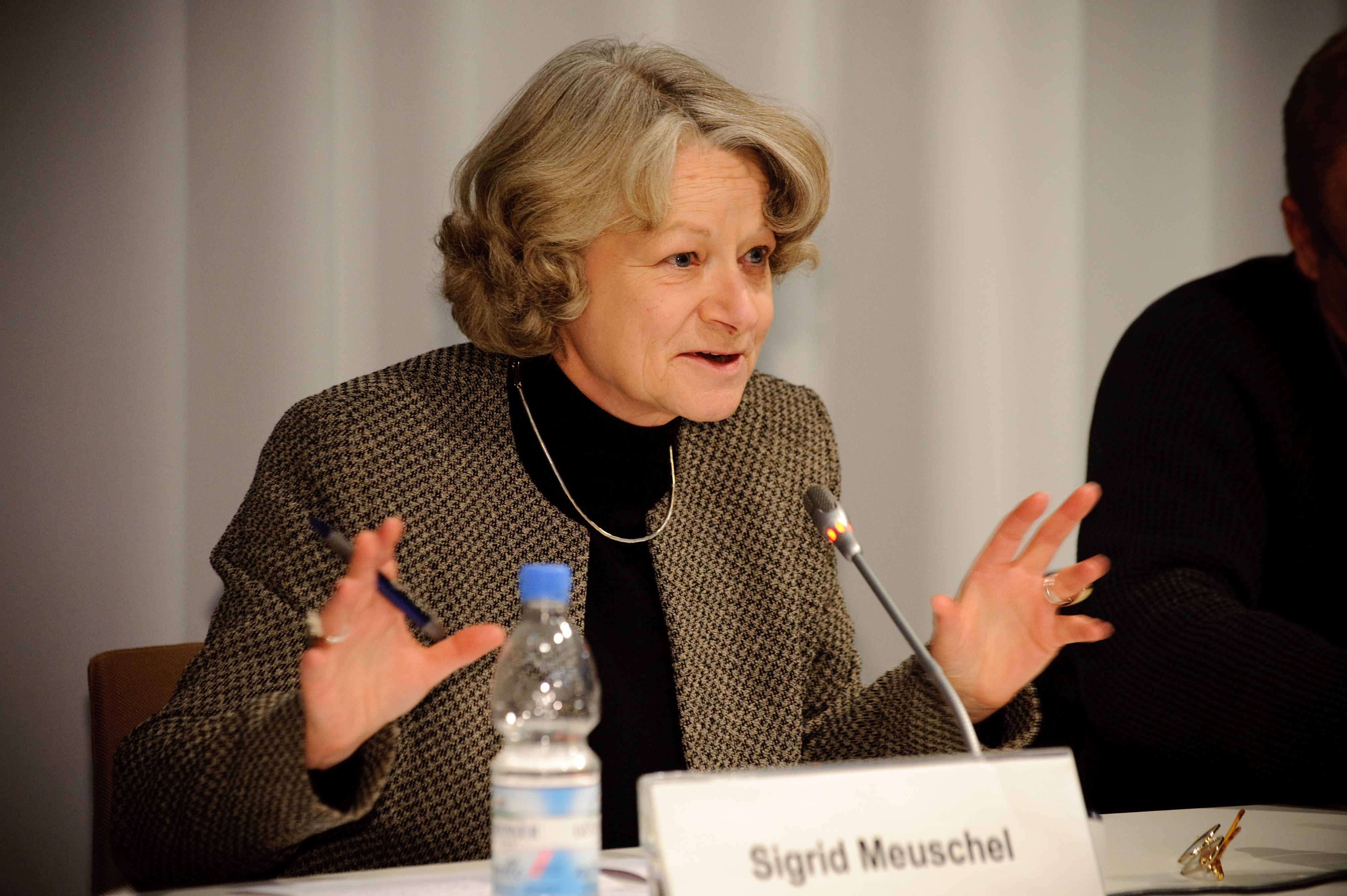
Sigrid Meuschel im Jahr 2010

Sigrid Meuschel (* 30. Dezember 1944 in Würzburg; † 1. November 2016) war eine deutsche Politikwissenschaftlerin.

## Leben
Sigrid Meuschel studierte in Freiburg im Breisgau und in Frankfurt am Main Sozialwissenschaften. Von 1971 bis 1983 war sie als persönliche Referentin Jürgen Habermas’ am Erforschung der Lebensbedingungen der wissenschaftlich-technischen Welt in Starnberg und am Nachfolgeinstitut (MPI für Sozialwissenschaften) tätig. In dieser Zeit wurde sie 1981 an der Johann Wolfgang Goethe-Universität Frankfurt am Main promoviert.
Meuschel ging an die Freie Universität Berlin, wo sie von 1983 bis 1986 wissenschaftliche Mitarbeiterin am Institut für Soziologie und anschließend bis 1989 am Zentralinstitut für Sozialwissenschaftliche Forschung am Arbeitsbereich DDR-Forschung und -Archiv war. 1991 habilitierte sie sich und nahm anschließend eine Gastprofessur an der University of Washington an. Ihre Habilitationsschrift wurde als „Standardwerk zum SED-Staat“ gewürdigt. Von 1993 bis zu ihrer Emeritierung war sie Professorin für Politische Wissenschaften an der Universität Leipzig. Im Wintersemester 2003/04 hatte sie die Theodor-Heuss-Professur an der New School for Social Research in New York inne.
Meuschels Urne wurde in Würzburg beigesetzt.

## Veröffentlichungen (Auswahl)
- Legitimation und Parteiherrschaft: zum Paradox von Stabilität und Revolution in der DDR 1945–1989 (Habilitation), 3. Aufl., Frankfurt am Main 1993. ISBN 978-3-518-11688-3
- Kapitalismus oder Sklaverei. Die langwierige Durchsetzung der bürgerlichen Gesellschaft in den USA (Dissertation), Frankfurt am Main 1981. ISBN 978-3-434-00498-1